# Aleksandr Duguin
Aleksandr Guélievitx Duguin (Moscou, 7 de gener de 1962) és un analista geopolític, filòsof polític i historiador de les religions rus, principal ideòleg en l'actualitat del neoeurasianisme i amb una certa influència sobre l'opinió pública a Rússia. Va ser conseller polític del Partit Comunista de la Federació Russa i ideòleg de l'il·legalitzat Partit Nacional Bolxevic a la dècada de 1990 a més de fundador del partit polític Euràsia (Евразия) l'any 2002. Hom l'ha caracteritzat com un capdavanter d'idees antioccidentals, ultranacionalistes i feixistes. Diversos analistes prooccidentals l'han arribat a anomenar «el Rasputin de Putin».
El 20 d'agost de 2022 un atemptat amb cotxe bomba va matar la seva filla Dària Dúguina, de 29 anys.